# ريك بوركي
ريك بوركي (بالإنجليزية: Rick Bourke)‏ هو لاعب دوري الرغبي أسترالي، ولد في 1955، وتوفي في 15 أغسطس 2006 في Tugun, Queensland ‏ في أستراليا.